# 一年风铃草
一年风铃草（学名：Campanula canescens）是桔梗科风铃草属的植物。分布在阿富汗、台湾岛、斯里兰卡以及中国大陆的四川、贵州、云南、广东等地，生长于海拔2,000米以下的地区，一般生于草地和路边，目前尚未由人工引种栽培。